# Yoshiteru Yamashita
Yoshiteru Yamashita (Fukuoka, 21 novembre 1977) è un ex calciatore giapponese, di ruolo attaccante.